# Ana del Rey
Ana del Rey Padilla (Alicante, Comunidad Valenciana, España), es una bailarina y actriz española conocida por su papel en La pecera de Eva, como Olivia o en Acacias 38 como Doña Trinidad Crespo Molero de Palacios.

## Filmografía

### Televisión

#### Personajes fijos
- Acacias 38 (2015-2019) - Doña Trinidad "Trini" Crespo Molero de Palacios.
- Muñecas (2016) - Vanessa.
- La pecera de Eva (2010) - Olivia Gómez.

#### Personajes episódicos
- Por H o por B (2019) - 1 episodio.
- Capítulo 0 (2019) - 1 episodio.
- El tiempo entre costuras (2013) - 1 episodio.
- Arrayán (2009) - 1 episodio.
- Bicho malo (nunca muere) (2009) - 1 episodio.

#### Otros
- Eurojunior (2004-2006) - Como bailarina
- Un paso adelante (2003-2005) - Como bailarina y extra

### Teatro
- Hoy no me puedo levantar (2005-2011) - Bailarina